# Johann Anton Güldenstädt
Johann Anton Güldenstädt (26 de abril de 1745 - 23 de marzo de 1781) fue un alemán del Báltico naturalista y explorador al servicio de Rusia.

## Biografía
Güldenstädt nace en Riga, luego parte del Imperio ruso, y estudia Medicina en la Universidad de Frankfurt, obteniendo su doctorado en 1767. En el siguiente año se une a la expedición que la Academia Imperial rusa de las Ciencias promueve por Catalina II de Rusia para explorar la frontera sureña del Imperio ruso. Güldenstädt atraviesa a través de Ucrania y la región del Óblast de Astracán, así como el norte del Cáucaso y de Georgia, ambos dentro de las fronteras del Imperio, retornando a San Petersburgo en marzo de 1775. Los resultados de la expedición y de las revistas editadas de la expedición por Güldenstädt se publicarían luego de su deceso, por Peter S. Pallas en Reisen durch Russland und im Caucasischen Gebürge (Viajes por Rusia y las Montañas del Cáucaso), entre 1787 a 1791.
La expedición de Güldenstädt fue el primer estudio sistemático del Cáucaso. Como las típicas expediciones contemporáneas organizadas con el espíritu de la Ilustración (incluyendo las posteriores de la estadounidense Expedición de Lewis y Clark), se desarrolló con las observaciones y descripciones de virtualmente todos y cada uno de los aspectos de la región bajo estudio. Eso incluía tanto sus atributos "naturales" --Flora, Fauna, Geografía, Geología--y sus pueblos, Economía, gobierno. En este sentido fue tanto una expedición científica y una misión de reconocimiento para aprender más acerca de una región que era importante en las simultáneas guerra rusa contra los Otomanos, donde el Cáucaso era el "teatro de las conflagaciones", con los georgianos actuando como aliados de los rusos. Inmediatamente después de la expedición, los intereses rusos en la región, particularmente en Georgia, crecieron marcadamente, culminando en el Tratado de Georgievsk, que hizo de Georgia del Este un protectorado ruso.
La expedición también contribuyó grandemente en los campos de la Biología, Geología, Geografía, y particularmente lingüísticos—Güldenstädt tomó detalladas notas de los idiomas de la región. Luego de la expedición, ya definitivamente establecida la reputación de Güldenstädt en la Academia, continuó trabajando como un naturalista. En 1781, fallece de un acceso de fiebre en San Petersburgo .

## Algunas publicaciones
- Chaus – Animal feli adfine descriptum. Commentarii Academiae Scientiarum Imperialis Petropolitanae 20, St. Petersburg 1776. pp. 483
- Reisen durch Rußland und im Caucasischen Gebürge. Academia Imperial Rusa de las Ciencias, St. Petersburgo 1787

- Pallas, P.S. (ed.) Johann Anton Güldenstädt. Reisen durch Rußland und im Caucasischen Gebürge, vol. 2. Academia Imperial Rusa de las Ciencias, St. Petersburgo 1791. en línea

- Puteshestvie po Kavkazu v 1770-1773 gg. Tradujo T. K. Schafranovskaia. St. Petersburgo: Peterburgskoe Vostokovedenie, 2002

- La abreviatura «Gueldenst.» se emplea para indicar a Johann Anton Güldenstädt como autoridad en la descripción y clasificación científica de los vegetales.[1]

## Abreviatura (zoología)
La abreviatura Gueldenstadt  se emplea para indicar a Johann Anton Güldenstädt como autoridad en la descripción y taxonomía en zoología.

## Literatura
- Gnucheva, V.F.; Komarov, V.L.; Berg, L.S. Materialy dli︠a︡ istorii ėkspedit︠s︡iĭ Akademii nauk v XVIII i XIX vekakh: khronologicheskie obzory i opisanie arkhivnykh materialov. Moskva: Izd-vo Akademii Nauk SSSR, 1940

- Kosven, M.O. Materialy po istorii etnograficheskogo izuchenii︠a︡ Kavkaza v russkoĭ nauke. Moskva : Izd-vo Akademii nauk SSSR, 1957

- Lavrov, L.I. K 250-letiiu akademicheskogo kavkazovedeniia v Rossii. in: Gardanov, V.K. (ed.) Kavkazskij ètnografičeskij sbornik, 6. Moskva: Nauka, 1976. 3-10

- Kopelevich, I.K. Iogann Anton Gil’denshtedt, 1745-1781. Moskva: Nauka 1997